# Costus spicatus
Costus spicatus là một loài thực vật có hoa trong họ Costaceae. Loài này được (Jacq.) Sw. mô tả khoa học đầu tiên năm 1788.

## Đặc điểm
Cây thân cỏ cao 3 m, đôi khi phân cành ở ngọn, gốc hóa gỗ. Lá dạng trái xoan, màu xanh bóng, thuôn dài, đầu nhọn, gốc thuôn có bẹ ôm thân, xếp xoắn ốc. Cụm hoa ở ngọn hình trụ dài 10 - 20 cm, lá bắc màu nâu đỏ xếp dày đặc sát nhau. Hoa nhỏ màu vàng cam. Có tốc độ sinh trưởng nhanh, ưa sáng hoặc chịu bóng bán phần, đất giàu dinh dưỡng, thoát nước tốt. Nhu cầu nước cao thích hợp làm cây cảnh. Cây nhân giống từ tách bụi. Costus woodsonii thường bị nhầm lẫn với Costus spicatus.

## Phân bố
Costus spicatus có nguồn gốc từ vùng Caribe (bao gồm Dominica, Guadeloupe, Hispaniola, Martinique và Puerto Rico).

## Hình ảnh

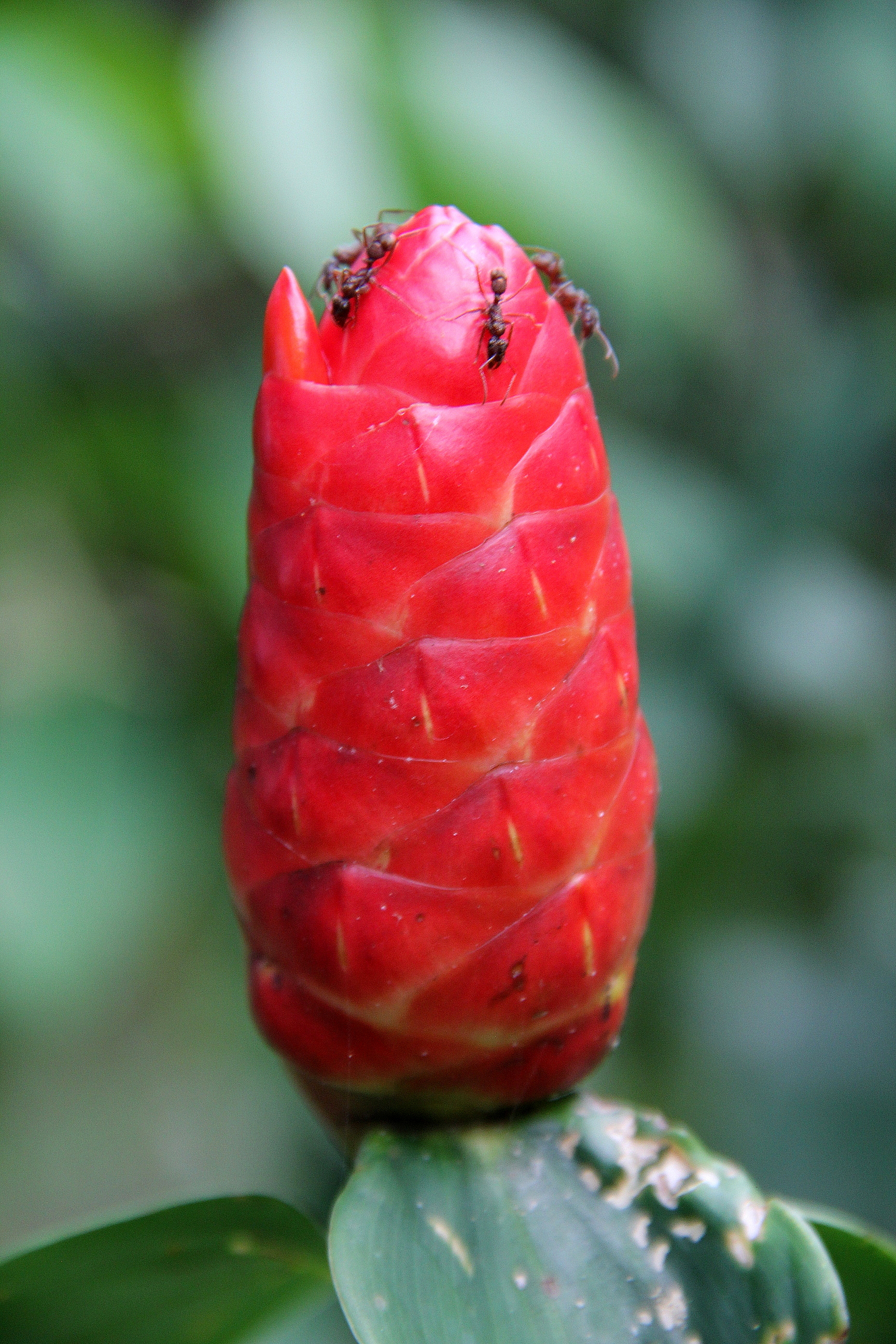
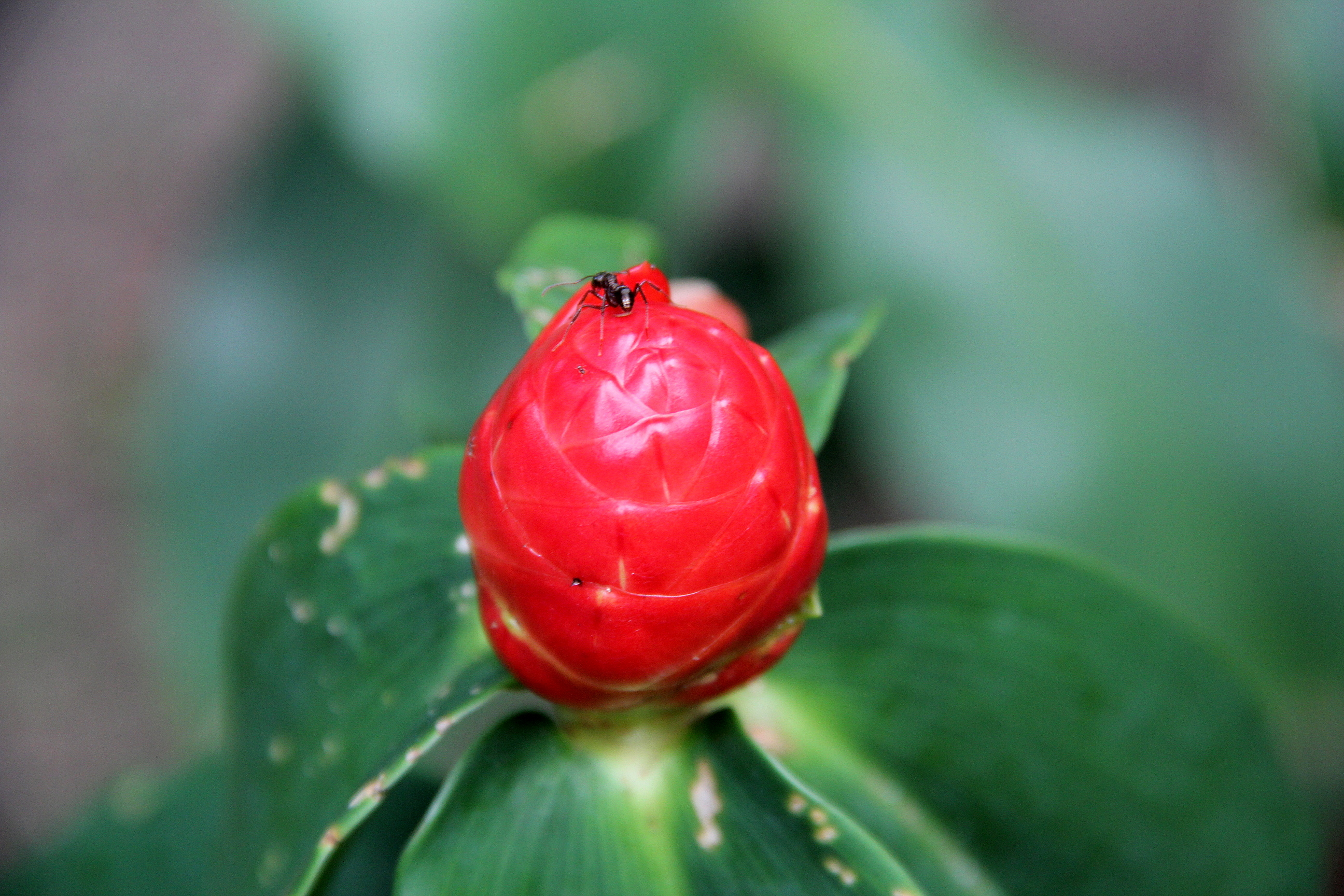
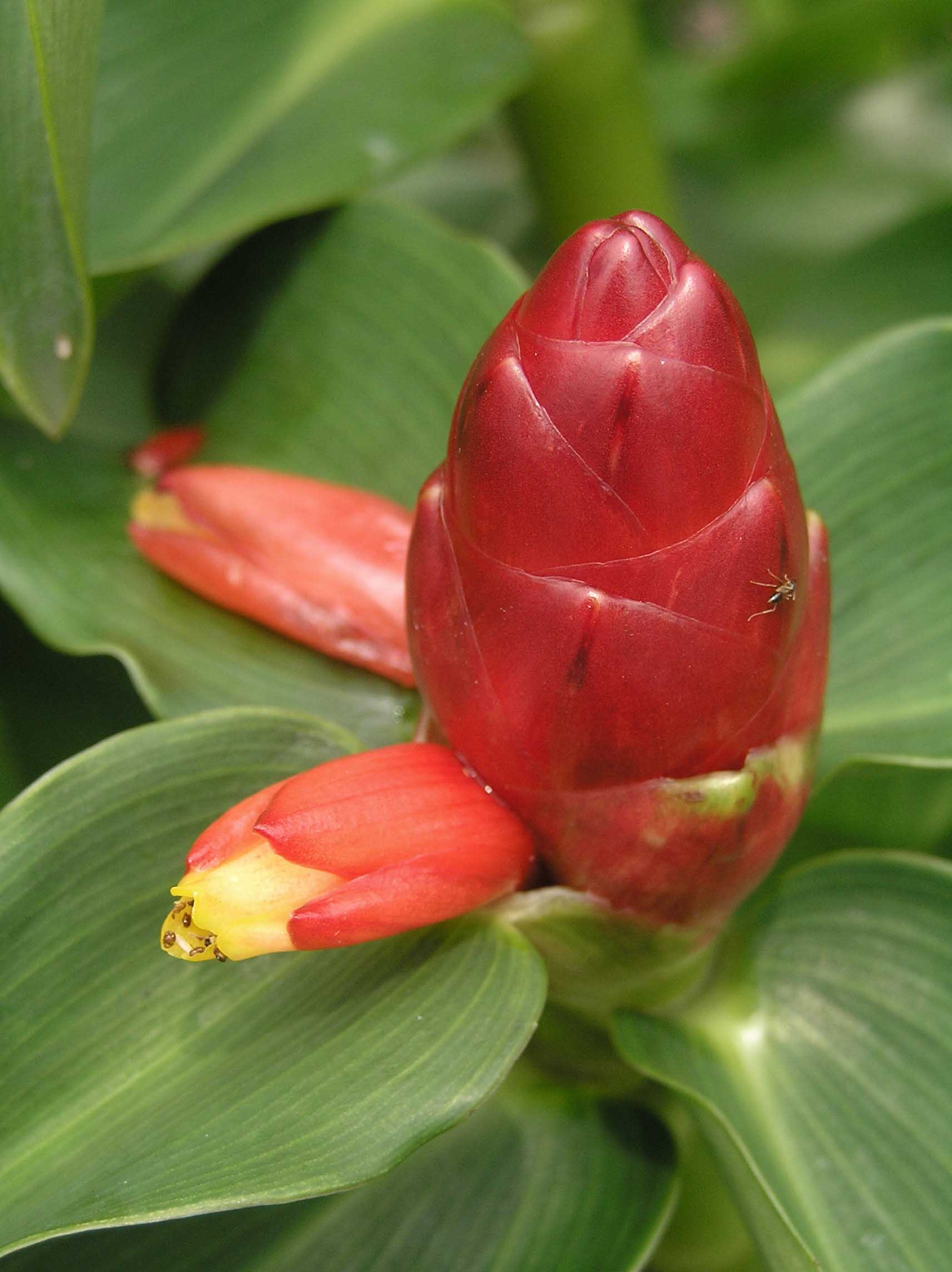